# Volta Internacional da Pampulha 2007
A Volta Internacional da Pampulha 2007 foi a décima edição do evento. Realizada no dia 6 de dezembro em Belo Horizonte, a corrida compreende os 17,8 quilometros do entorno da Lagoa da Pampulha. O vencedor na categoria masculino foi Franck Caldeira, conquistando o tri-campeonato da competição (2003, 2002, 2007).

## Resultados

### Masculino
| Pos | Nº | Atleta                         | Idade | Equipe                             | Tempo    | Tempo    |
| Pos | Nº | Atleta                         | Idade | Equipe                             | Bruto    | Líquido  |
| --- | -- | ------------------------------ | ----- | ---------------------------------- | -------- | -------- |
| 1   | 1  | Franck Caldeira                | 24    | Cruzeiro Esporte Clube             | 00:53:13 | 00:53:11 |
| 2   | 51 | Paulo Roberto de Almeida Paula | 28    | Acrimet Topspin Runtech            | 00:54:04 | 00:54:03 |
| 3   | 24 | Kiprono Chemwolo Mutai         | 19    | Atlheticsports Luasa               | 00:54:12 | 00:54:10 |
| 4   | 41 | Raimundi Nonato Sousa Aguiar   | 27    | UNIDF - Pé de Vento                | 00:54:15 | 00:54:13 |
| 5   | 6  | Paulo Alves dos Santos         | 30    | UNICSUL Wizard                     | 00:54:24 | 00:54:21 |
| 6   | 36 | Titus Kosgei Kibii             | 25    | Fila                               | 00:54:37 | 00:54:35 |
| 7   | 42 | Amos Maind                     | 25    | Fila                               | 00:54:45 | 00:54:43 |
| 8   | 39 | Francisco Barbosa dos Santos   | 34    | Cruzeiro Esporte Clube             | 00:54:49 | 00:54:47 |
| 9   | 2  | Giomar Pereira da Silva        | 35    | Caixa Montevergine Domiciana Gomes | 00:54:52 | 00:54:50 |
| 10  | 3  | Luis Paulo da Silva Antunes    | 27    | Cruzeiro Esporte Clube             | 00:55:05 | 00:55:03 |

### Feminino
| Pos | Nº  | Atleta                     | Idade | Equipe                 | Tempo    | Tempo    |
| Pos | Nº  | Atleta                     | Idade | Equipe                 | Bruto    | Líquido  |
| --- | --- | -------------------------- | ----- | ---------------------- | -------- | -------- |
| 1   | 205 | Nancy Jepkosgei Kipron     | 28    | Fila                   | 01:02:41 | 01:02:40 |
| 2   | 221 | Marizete de Paula Rezende  | 33    | Mizuno Dahma Bioset    | 01:02:50 | 01:02:48 |
| 3   | 201 | Lucélia de Oliveira Peres  | 35    | Petrobras Mizuno UPIS  | 01:03:08 | 01:03:06 |
| 4   | 220 | Maria Zeferina Baldaia     | 35    | Pinheiros ELIJUR       | 01:03:19 | 01:03:17 |
| 5   | 203 | Edielza Alves dos Santos   | 27    | Cruzeiro Esporte Clube | 01:04:08 | 01:04:06 |
| 6   | 204 | Marly dos Santos           | 29    | Multsports             | 01:04:20 | 01:04:18 |
| 7   | 227 | Eunice Jeptoo              | 24    | Fila                   | 01:04:34 | 01:04:32 |
| 8   | 224 | Pauline Chepchumba         | 29    | Fila                   | 01:04:37 | 01:04:35 |
| 9   | 217 | Jacqueline Jerotich Chebor | 38    | Fila                   | 01:04:43 | 01:04:41 |
| 10  | 207 | Eunice Jepkirui Kirwa      | 23    | Fila                   | 01:05:16 | 01:05:14 |